# Leszek Długosz

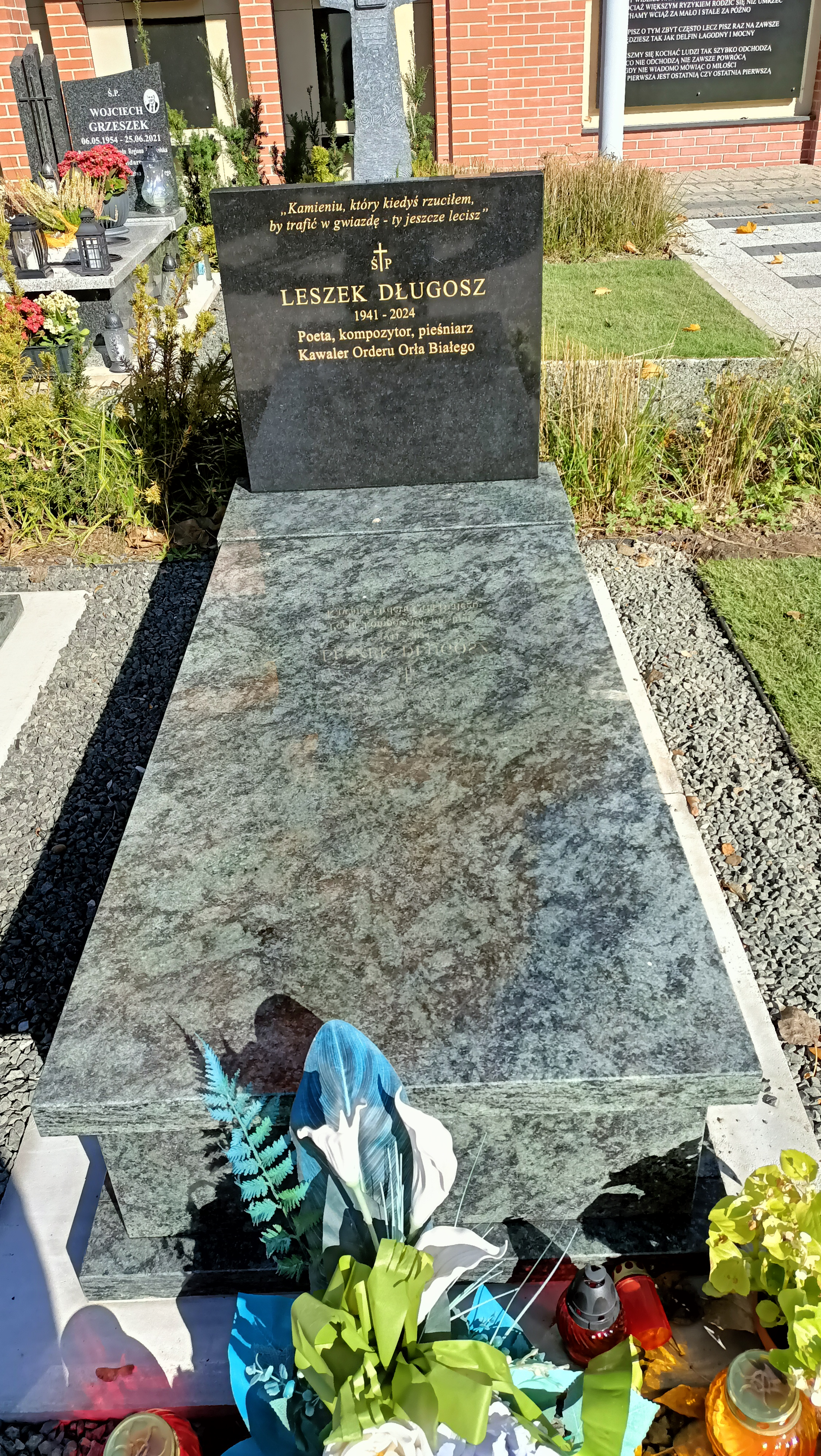
Grób na cmentarzu Rakowickim w Krakowie

Leszek Marek Długosz (ur. 18 czerwca 1941 w Zaklikowie, zm. 23 marca 2024 w Krakowie) – literat, kompozytor, pianista, aktor, jeden z najbardziej znanych polskich śpiewających poetów. Kawaler Orderu Orła Białego.

## Życiorys
W 1964 ukończył studia polonistyczne na Uniwersytecie Jagiellońskim, a w latach 1964–1966 studiował na Wydziale Aktorskim w Państwowej Wyższej Szkole Teatralnej im. Ludwika Solskiego w Krakowie. Zadebiutował w 1964 w teatrzyku piosenki Uniwersytetu Jagiellońskiego Hefajstos. W 1965 związał się z kabaretem literackim „Piwnica pod Baranami”, gdzie uchodził za jednego z najwybitniejszych artystów w zespole.
Pierwszy tomik poezji – Lekcje rytmiki wydał w 1973. Z Piwnicą rozstał się w 1978 i od tego czasu występował przeważnie samodzielnie. Rok później przebywał na stypendium artystycznym we Francji, ufundowanym przez rząd Francji. Zaowocowało ono wydaniem płyty w całości w języku francuskim. Wydał kilkanaście tomików poezji, m.in. Piwnica idzie do góry.
W 1981 skomponował muzykę do spektaklu Kurhanek Maryli w reżyserii Ewy Lassek (wyst. Teatr Bagatela im. Tadeusza Boya-Żeleńskiego w Krakowie).
Z własnymi recitalami występował w Polsce i za granicą (m.in. w Austrii, Belgii, Czechosłowacji, Francji, Kanadzie, Niemczech Zachodnich, Szwajcarii, Szwecji, Stanach Zjednoczonych, Włoszech).
Oprócz działalności estradowej i literackiej publikował felietony w „Czasie Krakowskim” i „Rzeczpospolitej”. Wraz z Krzysztofem Magowskim zrealizował w Telewizji Polskiej cykl poświęcony poezji – Literatura według Długosza. W 2007 w Radiu Kraków prowadził autorski program „Przyjemności niedzieli”. Od 2009 był członkiem Społecznego Komitetu Odnowy Zabytków Krakowa (SKOZK). Wykładał w Studium Literacko-Artystycznym na Uniwersytecie Jagiellońskim w Krakowie. Był stałym współpracownikiem wydawanego w Krakowie miesięcznika „Wpis”, którego każde wydanie zaczynało się jego autorskim wierszem.
W wyborach parlamentarnych przeprowadzonych w 2007 z ramienia Prawa i Sprawiedliwości kandydował do Senatu, lecz nie uzyskał mandatu. W 2010 został członkiem Krakowskiego Społecznego Komitetu Poparcia Jarosława Kaczyńskiego w przyspieszonych wyborach prezydenckich. Był członkiem Kapituły Medalu „Niezłomnym w słowie”.
Od 1965 żonaty z Barbarą Hrynkiewicz, siostrą pierwszej żony Wiesława Dymnego. Miał dwóch synów.

### Śmierć i pogrzeb
Leszek Długosz zmarł 23 marca 2024 roku, po długiej chorobie nowotworowej. Uroczystości pogrzebowe rozpoczęły się 27 marca 2024 mszą w kościele św. Krzyża, którą odprawił abp Marek Jędraszewski. W ostatnim pożegnaniu uczestniczył prezydent Andrzej Duda, rodzina, przyjaciele oraz politycy, m.in. Ryszard Terlecki i Andrzej Adamczyk, a także prezydent Krakowa Jacek Majchrowski. Poetę żegnali też artyści, m.in. Olgierd Łukaszewicz i Andrzej Zieliński. Spoczął przy nowej Alei Zasłużonych na cmentarzu Rakowickim przy ul. Jana Prandoty (kwatera CIX-2-10). 

## Najsłynniejsze utwory
- Berlin 1913 – sł. Julian Tuwim, muz. L. Długosz
- Dzień w kolorze śliwkowym – sł. i muz. L. Długosz
- Ja chciałbym być poetą – sł. Andrzej Bursa, muz. L. Długosz
- Jaka szkoda – sł. S. Baliński, muz. L. Długosz
- Nasze ognisko – sł. Andrzej Bursa, muz. L. Długosz
- Nie ma nas – sł. i muz. L. Długosz
- Pod Baranami też już dzisiaj inny czas – sł. i muz. L. Długosz
- Nocne rozmowy z Piotrem S. – sł. L. Długosz, muz. Zygmunt Konieczny, wyk. Anna Szałapak

## Dyskografia
- LP 1980 – „Leszek Długosz” – wyd. Muza
- LP 1985 – „Leszek Długosz” – wyd. Muza
- LP 1986 – „La poussiére de l’été” – wyd. Muza
- LP 1988 – „Leszek Długosz” – wyd. Muza
- CD 1993 – „The Best of…” – wyd. Polskie Nagrania
- CD 1995 – „Leszek Długosz” – wyd. Quazar
- CD 1998 – „W Czarnolesie” – wyd. Quazar
- CD 2001 – „Także i ty – Złota kolekcja”
- CD 2003 – „Dusza na ramieniu” – wyd. WL (wraz z tomikiem poezji)
- CD 2011 – „Leszek Długosz 2011” – wyd. MEDIA ART

## Filmografia
- 1971: Trzecia część nocy jako Ślepy, dowódca organizacji
- 1972: Skarb trzech łotrów jako student pomagający Maddockowi
- 1975: Trzecia granica jako partyzant
- 1978: Znaki zodiaku jako Adam
- 1987: Na srebrnym globie jako Tomasz
- 1994: Voyage en Pologne jako Vincent
- 2016: Smoleńsk jako mężczyzna dyskutujący na ul. Franciszkańskiej w Krakowie

## Publikacje

### Poezje
- Lekcje rytmiki, 1973
- Na własną rękę, 1976
- Wywoływanie wilka z lasu, 1980
- Śpiewnik ilustrowany, 1984
- Pewnego dnia, pewnego dnia..., 1988
- Lekkie popołudnie, 1989
- Gościnne pokoje muzyki, 1992
- Album krakowski, 1993
- Z tego co jest, 1995
- Po głosach, po śladach..., 1996
- Piwnica idzie do góry, 2000
- Leszek Długosz, 2001
- Dusza na ramieniu: wiersze i piosenki, 2003
- Na rynku usiąść w Kazimierzu..., 2004
- Podróżne, 2008
- Ono śliczne świętowanie, 2014
- Pamiętać, 2015
- Ta chwila, ten blask lata cały...: wiersze dawne i nowe, 2016
- Podwawelska kolęda [współautor: Adam Bujak], 2017
- Do szkiełka z Muzeum Czartoryskich, 2020

### Opowiadania
- Korzenie nie znają granic, 2004

### Wspomnienia
- Pod Baranami: ten szczęsny czas...: sceny i obrazy z „życia piwnicznego” w Krakowie w latach 60. i 70. XX wieku, 2013

## Ordery i odznaczenia
- Order Orła Białego (2021)[14][15]
- Krzyż Komandorski Orderu Odrodzenia Polski (2016)[16][17]
- Krzyż Oficerski Orderu Odrodzenia Polski (2008)[17][18]
- Medal Stulecia Odzyskanej Niepodległości (2021)[19][20]
- Złoty Medal „Zasłużony Kulturze Gloria Artis” (2016)[21]
- Srebrny Medal „Zasłużony Kulturze Gloria Artis” (2006)[21]
- Medal Ignacy Paderewski Arts and Music Award przyznany przez Instytut Józefa Piłsudskiego w Nowym Jorku[22]

## Nagrody i wyróżnienia
- Nagroda Miasta Krakowa za osiągnięcia w dziedzinie piosenki poetyckiej (1982)
- Nagroda Krakowska Książka Miesiąca za wybór wierszy Z tego, co jest (1996)
- Tytuł Mistrza Mowy Polskiej VOX POPULI (nagroda publiczności) (2007)[5]
- Honorowy Złoty Mikrofon (2017)
- Nagroda „Artystyczna Gwiazda Hoborskiego” (2021)[22]
- Nagroda Mediów Publicznych w kategorii Idea (2022)[23]
- Doroczna Nagroda Ministra Kultury i Dziedzictwa Narodowego za całokształt twórczości (2022)[24]
- Nagroda Feniks Specjalny – Księga Życia XXIX Targów Wydawców Katolickich (pośmiertnie, 2024)[25]